# Culturismo en los Juegos Asiáticos
El Culturismo en los Juegos Asiáticos fue una de las disciplinas que se disputaron en las justas, celebrando se por primera vez en la edición de 2002 y solo se disputó en la categoría masculina.
Se diputó por última vez en la edición de 2006 debido a las decisiones de los jueces fueron polémicas a la hora de dar sus calificaciones.
Singapur y Corea del Sur son los países que han obtenido más medallas de oro en la disciplina, aunque Singapur es quien ha ganado más medallas en total.

## Ediciones
| Evento           | 02 | 06 | Años |
| ---------------- | -- | -- | ---- |
|                  |    |    |      |
| Masculino 60 kg  | X  | X  | 2    |
| Masculino 65 kg  | X  | X  | 2    |
| Masculino 70 kg  | X  | X  | 2    |
| Masculino 75 kg  | X  | X  | 2    |
| Masculino 80 kg  | X  | X  | 2    |
| Masculino 85 kg  | X  | X  | 2    |
| Masculino 90 kg  | X  | X  | 2    |
| Masculino +90 kg | X  | X  | 2    |
|                  |    |    |      |
| Total            | 8  | 8  |      |

## Medallero
| Pos.  | País          | Oro | Plata | Bronce | Total |
| ----- | ------------- | --- | ----- | ------ | ----- |
| 1     | Singapur      | 3   | 2     | 3      | 8     |
| 2     | Corea del Sur | 3   | 0     | 4      | 7     |
| 3     | Brunéi        | 2   | 3     | 1      | 6     |
| 4     | Catar         | 2   | 1     | 1      | 4     |
| 5     | Hong Kong     | 1   | 1     | 1      | 3     |
| 5     | Vietnam       | 1   | 1     | 1      | 3     |
| 7     | China         | 1   | 0     | 0      | 1     |
| 7     | Líbano        | 1   | 0     | 0      | 1     |
| 7     | Tailandia     | 1   | 0     | 0      | 1     |
| 7     | UAE           | 1   | 0     | 0      | 1     |
| 11    | Japón         | 0   | 3     | 2      | 5     |
| 12    | Indonesia     | 0   | 2     | 0      | 2     |
| 12    | Malasia       | 0   | 2     | 0      | 2     |
| 14    | Siria         | 0   | 1     | 0      | 1     |
| 15    | Jordania      | 0   | 0     | 1      | 1     |
| 15    | Macao         | 0   | 0     | 1      | 1     |
| 15    | Birmania      | 0   | 0     | 1      | 1     |
| Total | Total         | 16  | 16    | 16     | 48    |

## Participantes
| País                   | 02 | 06 | Participaciones |
| ---------------------- | -- | -- | --------------- |
|                        |    |    |                 |
| Afganistán             |    | 4  | 1               |
| Brunéi                 | 6  | 8  | 2               |
| China                  | 5  | 4  | 2               |
| República de China     | 2  | 2  | 2               |
| Hong Kong              | 3  | 4  | 2               |
| India                  | 2  |    | 1               |
| Indonesia              | 3  | 2  | 2               |
| Irán                   |    | 8  | 1               |
| Irak                   |    | 5  | 1               |
| Japón                  | 8  | 4  | 2               |
| Jordania               |    | 1  | 1               |
| Kazajistán             | 5  | 2  | 2               |
| Líbano                 | 2  | 1  | 2               |
| Macao                  |    | 4  | 1               |
| Malasia                | 2  | 2  | 2               |
| Maldivas               | 1  | 3  | 2               |
| Birmania               | 4  |    | 1               |
| Nepal                  |    | 1  | 1               |
| Omán                   |    | 4  | 1               |
| Pakistán               | 2  |    | 1               |
| Filipinas              | 2  | 2  | 2               |
| Catar                  | 4  | 7  | 2               |
| Singapur               | 8  | 6  | 2               |
| Corea del Sur          | 8  | 7  | 2               |
| Siria                  |    | 2  | 1               |
| Tailandia              | 1  | 3  | 2               |
| Emiratos Árabes Unidos | 6  | 4  | 2               |
| Vietnam                | 5  | 4  | 2               |
|                        |    |    |                 |
| Naciones               | 20 | 25 |                 |
| Atletas                | 79 | 94 |                 |